# Bibliothèque nationale et universitaire de Bosnie-Herzégovine
La Bibliothèque nationale et universitaire de Bosnie-Herzégovine (NUBBiH) (bosniaque, croate et serbe: Nacionalna i univerzitetska biblioteka Bosne i Hercegovine) est située à Sarajevo. Elle a été dessinée par l'architecte tchèque Karel Pařík, mais celui-ci a été destitué du projet par le gouverneur de Sarajevo de l'époque, le baron Benjamin Kallay qui avait émis des objections et fait état de critiques envers l'architecte. Le projet est repris en 1892 par un autre architecte, Alexander Wittek mais ce dernier tombe malade et meurt en 1894 laissant inachevé le chantier. Il sera repris et terminé par un troisième architecte Ćiril M. Iveković de 1894 à 1896. Le bâtiment a été largement la plus illustre des constructions de la période austro-hongroise, il a été l'Hôtel de Ville de Sarajevo Vijecnica avant de devenir la bibliothèque nationale et universitaire. Pendant la guerre de Yougoslavie (1991-2001) le bâtiment est touché par un terrible incendie causé par les serbes. Les collections sont détruites. À partir de 1996, les travaux de reconstruction sont lancés grâce à des aides internationales sous la bienveillance de l'UNESCO. Ils sont réalisés en quatre étapes. 2013, les travaux sont achevés. La bibliothèque rouvre ses portes au public officiellement le 9 mai 2014.

## Architecture

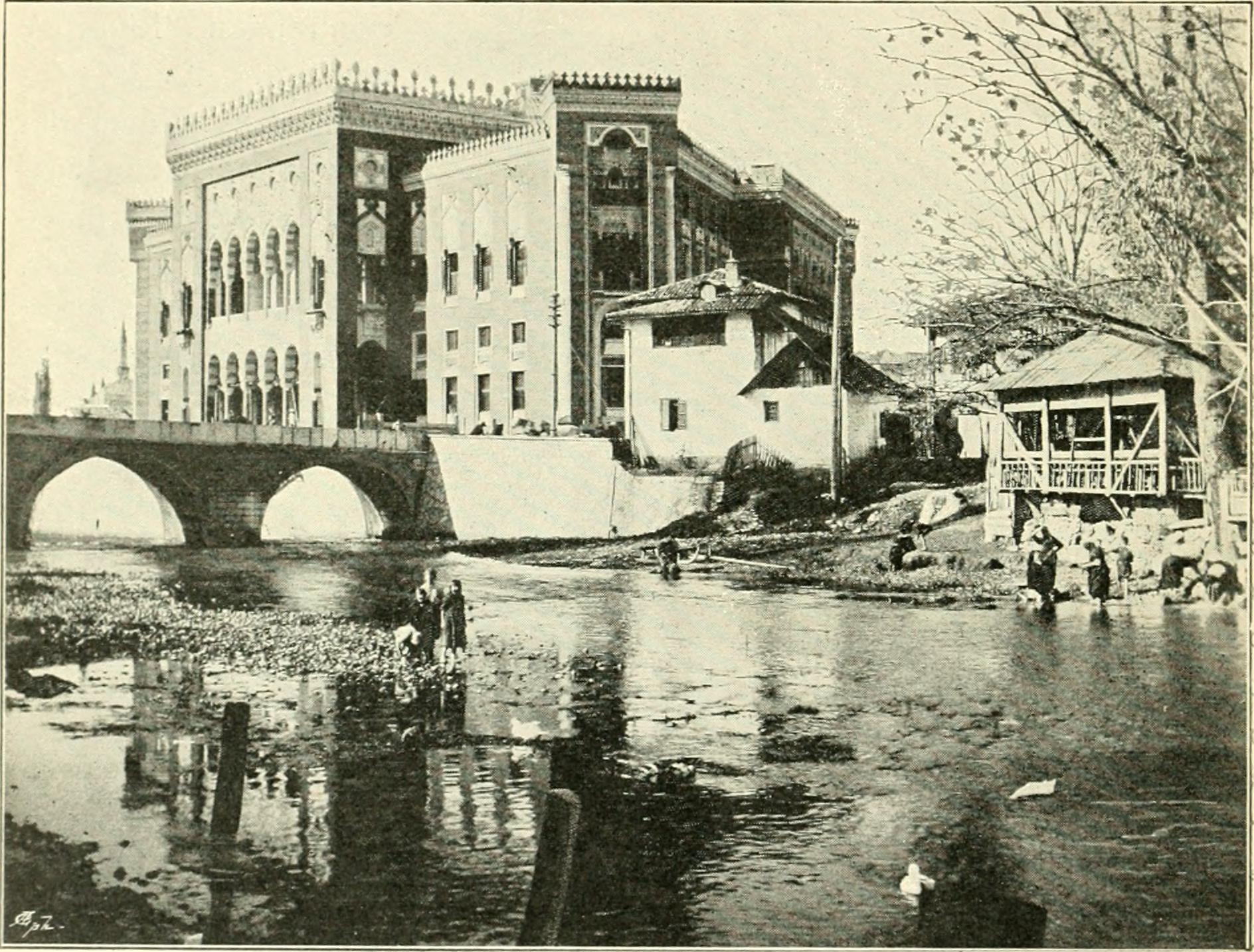
Le bâtiment de la bibliothèque en 1897, gravure

Le bâtiment de l'actuelle bibliothèque qui a été conçu en mêlant les styles néo-ottoman et néo mauresque est  inscrit sur la liste des monuments nationaux de Bosnie-Herzégovine.

## Historique

### La guerre de Yougoslavie (1991-2001)
Durant la guerre de Yougoslavie, la Bibliothèque nationale de Sarajevo est intentionnellement incendiée par les forces serbes, dans le cadre de la politique de "nettoyage culturelle" vis à vis des Bosniaques (musulmans de Bosnie). De nombreuses collections sont perdues et une grande partie de l'édifice est détruit. 

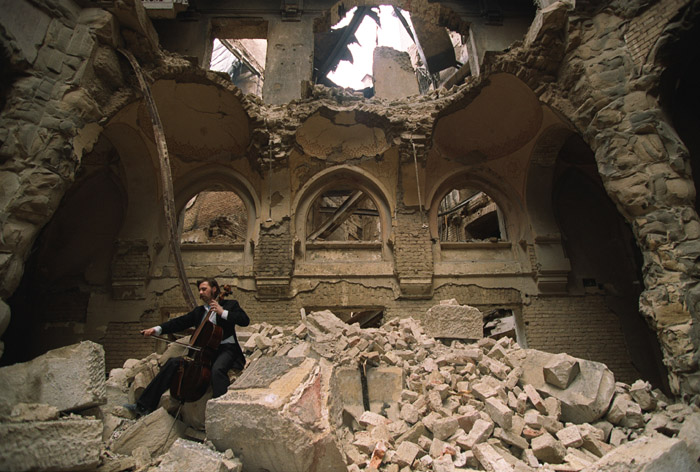
La bibliothèque en 1992, avec le violoncelliste Vedran Smailović

### Opérations internationales et les travaux de reconstruction et de reconstitutions
C'est sous l'égide de l'UNESCO qui après le bilan de situation de la 146e session fait à Paris le 3 mai 1995, faisant état de la situation du patrimoine de la Bosnie-Herzégovine, qu'une opération d'assistance pour la renaissance de la Bibliothèque nationale et universitaire de Sarajevo a été voté.
Cette opération est composée de plusieurs activités principales: l'organisation des voyages d'études pour les bibliothécaires bosniaques; l'organisation du transport de 50 000 livres (donations de divers États membres) de Maribor en Slovénie, à Sarajevo; la poursuite de la collectes des fonds (170 000 dollars US, principalement des donations des donations des gouvernements turc et français, une partie importante des fonds est versée pour réaménager un nouveau bâtiment de la bibliothèque désigné d'urgence par le gouvernement bosniaque; la poursuite à l'automatisation des fonctions de base de la bibliothèque (achat d'ordinateurs, sélection du système, etc.); la mise en œuvre d'un programme pour la reconstitution du patrimoine écrit bosniaque (Bosniaca) en coopération avec diverses bibliothèques nationales des États membres; la campagne de solidarité avec les bibliothécaires à Sarajevo, lancée conjointement avec la Fédération internationale des associations des bibliothécaires et des bibliothèques (IFLA).
L'UNESCO a soutenu la participation des représentants bosniaques à des manifestations internationales liées à la renaissance de la Bibliothèque comme symbole de la culture bosniaque.
Les travaux se déroulent en quatre phases, ils débutent en 1996 par la reconstruction des charpentes et de la couverture, le renforcement et le remplacement des structures, il faut mettre hors d'air et d'eau le bâtiment en priorité.
La première phase, de 1996 à 1997 est financée par un don de la République d'Autriche puis la deuxième phase, de 2000 à 2004 financement rendus possibles grâce aux dons de l'Union européenne, en particulier de la ville de Barcelone parmi d'autres.

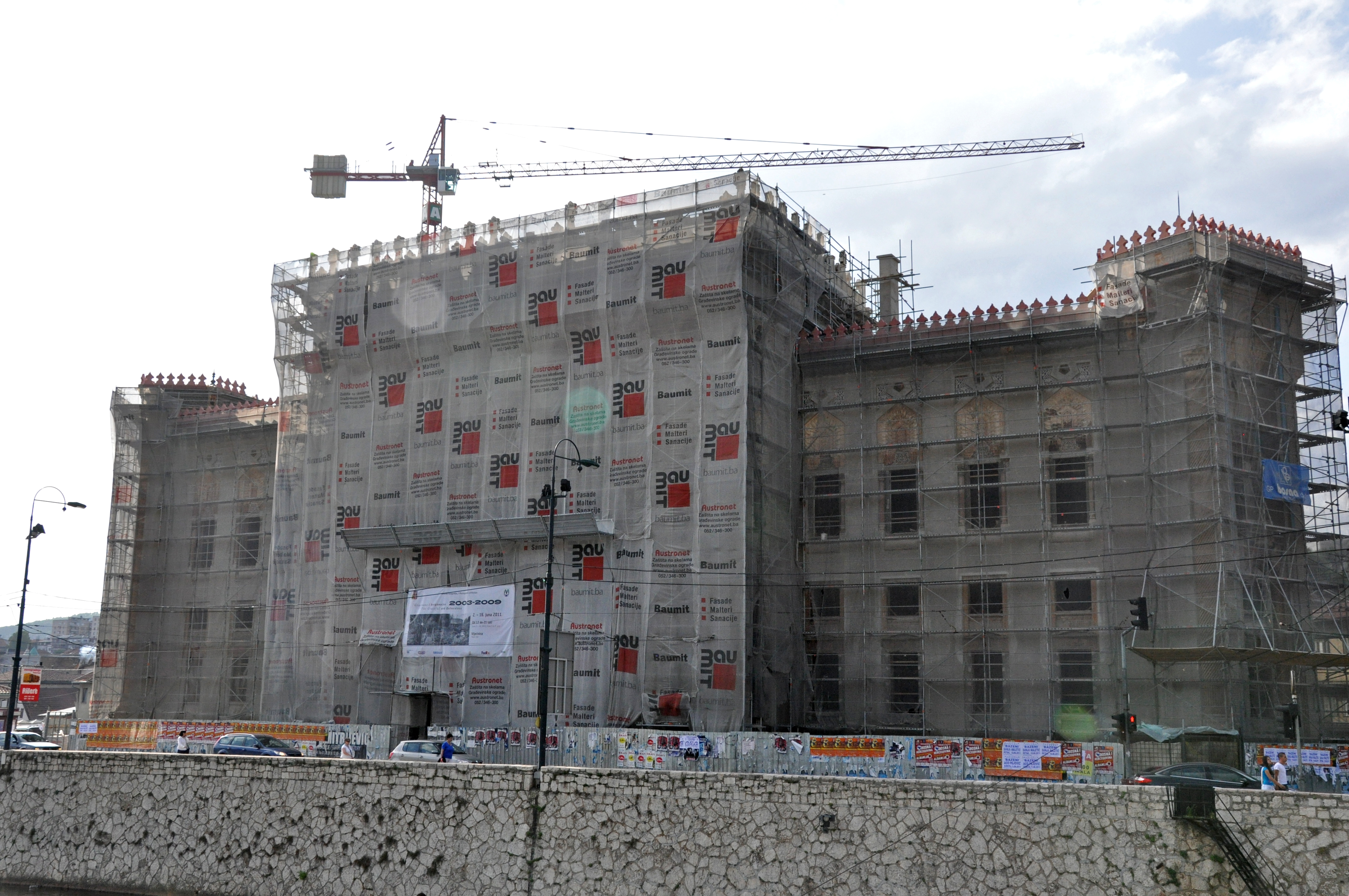
Travaux de reconstruction en 2011

La troisième phase se termine en septembre 2012. Son coût est estimé à 2 370 000 euros. Cela conduit le gouvernement à redemander une aide complémentaire à ses anciens donateurs. La quatrième phase des travaux s'enchaîne à la suite de la troisième qui a pu être achevée grâce aux dons complémentaires. Les travaux sont effectués au bout de 20 mois.
Achèvement complet en 2013 sur un coût total d'environ 7 230 000 euros. Le financement majeur est établi par l'Union Européenne grâce à l'IPA (Instrument for the Pre-Accession Assistance), un programme de financement des pays candidats, dont la Bosnie-Herzégovine, à l'adhésion à l'UE ayant été accepté en étape de pré-adhésion selon les résolutions 1244/1299 du Conseil de sécurité de l'ONU adhésions recevables sous certaines conditions.

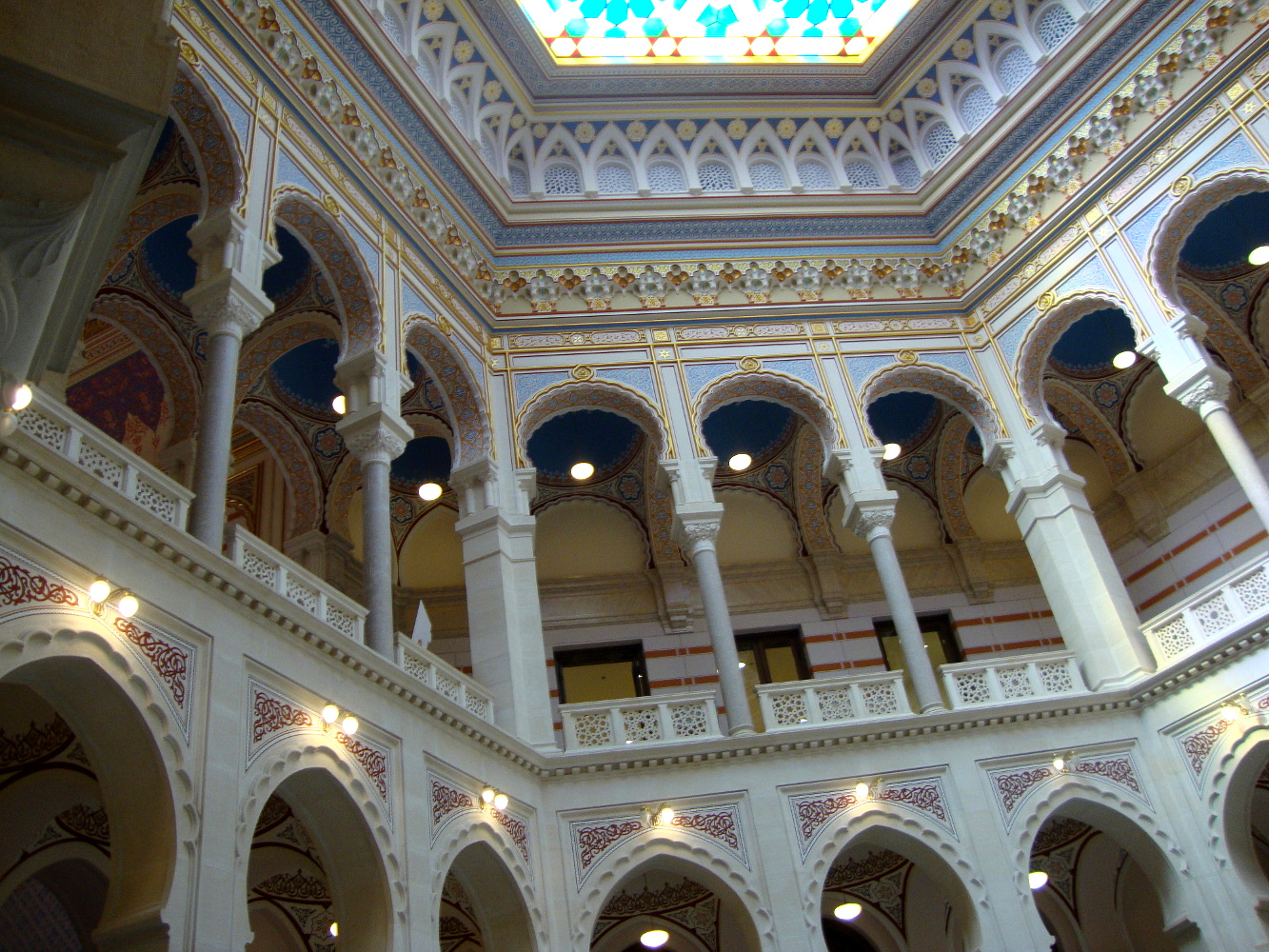
La Bibliothèque Nationale après la reconstruction

Dans cette quatrième phase, tous les intérieurs sont refaits et restaurés les peintures, sculptures, fresques, revêtements muraux en mosaïque et sont ajoutés de nombreux ouvrages. Quant au bâtiment il est restructuré, réhabilité et fonctionnel. Tout ce qui était possible de réparer, de reconstruire et de restaurer l'a été, tandis que le reste qu'il n'a pas été possible de récupérer ou de reprendre, a été remplacé par des moulages spéciaux notamment les colonnes, sculptures, bas reliefs, etc.
L'estimation des travaux complets de cette opération était d'un montant d'environ 13 millions d'euros.
Les travaux et réparations achevés, le bâtiment, désormais monument national, sera le lieu de divers évènements. La Bibliothèque Nationale et Universitaire de Bosnie-Herzégovine y reprend place ainsi que le conseil municipal de l'Hôtel de Ville de Sarajevo. Cet ensemble sera aussi le lieu d'évènements protocolaires pour les membres du gouvernement, de concerts et d'expositions.

### De nos jours
1992-2012 

#### Des sentiments mitigés
Une nouvelle ère pour certains, difficile de tourner la page pour d'autres...

#### Polémiques
Les fonds de l'État ne suffisent plus, la Bibliothèque nationale et universitaire fait face à des difficultés parmi les autres institutions culturelles nationales.